# Kleingebiet Körmend
Das Kleingebiet Körmend (ungarisch Körmendi kistérség) war bis Ende 2012 eine ungarische Verwaltungseinheit (LAU 1) innerhalb des Komitats Vas. Alle 25 Ortschaften gingen während der Verwaltungsreform von 2013 in den gleichnamigen Nachfolger-Kreis Körmend (ungarisch Körmendi járás) über, der noch durch 21 Ortschaften aus dem aufgelösten Kleingebiet Őriszentpéter verstärkt wurde.
Ende 2012 lebten auf einer Fläche von 330,91 km² 20.967 Einwohner. Die Bevölkerungsdichte lag mit 63 unter dem Komitatsdurchschnitt.
Der Verwaltungssitz des Kleingebietes befand sich in der einzigen Stadt Körmend (11.694 Ew.). Die übrigen 24 Ortschaften hatten im Durchschnitt 386 Einwohner.

## Ortschaften
| Csákánydoroszló (dt.: Zackersdorf-Frauendorf)     | Daraboshegy (dt.: Stücklberg)                    | Döbörhegy (dt.: Doiberberg) | Döröske (dt.: Druschkau)     | Egyházashollós (dt.: Kirchrampach)    |
| Egyházasrádóc (dt.: Kirchradlitz)                 | Halastó (dt.:Halsdorf)                           | Halogy (dt.: Holden)        | Harasztifalu (dt.:Haaresten) | Hegyháthodász (dt.:Hodis am Gebirge)  |
| Hegyhátsál (dt.:Schabing)                         | Katafa (Gattendorf am Gebirge)                   | Kemestaródfa                | Körmend (dt.: Kirment)       | Magyarnádalja (dt.:Obernadelau)       |
| Magyarszecsőd (dt.:Lobschau)                      | Molnaszecsőd (Gelkau)                            | Nádasd (dt.: Nadasch)       | Nagykölked (dt.: Großkulken) | Nagymizdó (dt.:Großmiestal)           |
| Nemesrempehollós (dt.: Oberrampach-Mitterrampach) | Pinkamindszent (dt.: Allerheiligen an der Pinka) | Rádóckölked                 | Szarvaskend                  | Vasalja (dt.: Eisenberg an der Pinka) |